# Pakala Village
Pakala Village is een plaats (census-designated place) in de Amerikaanse staat Hawaï, en valt bestuurlijk gezien onder Kauai County.

## Demografie
Bij de volkstelling in 2000 werd het aantal inwoners vastgesteld op 478.

## Geografie
Volgens het United States Census Bureau beslaat de plaats een oppervlakte van
6,7 km², waarvan 6,0 km² land en 0,7 km² water.

## Plaatsen in de nabije omgeving
De onderstaande figuur toont nabijgelegen plaatsen in een straal van 16 km rond Pakala Village.